# Bryum rudimentale
Bryum rudimentale är en bladmossart som beskrevs av Bruce H. Allen 2002. Bryum rudimentale ingår i släktet bryummossor, och familjen Bryaceae. Inga underarter finns listade i Catalogue of Life.